# Zigoitia
Zigoitia – gmina w Hiszpanii, w prowincji Araba, w Kraju Basków, o powierzchni 102,07 km². W 2011 roku gmina liczyła 1747 mieszkańców.